# Flavia Pennetta
Flavia Pennetta (phát âm tiếng Ý: [ˈflaːvja penˈnetta]; sinh ngày 25 tháng 2 năm 1982) là một vận động viên quần vợt chuyên nghiệp người Ý. Cô đã trở thành vận động viên đầu tiên của Ý đứng top 10 nội dung đơn nữ vào ngày 17 tháng 8 năm 2009 và cũng là tay vợt người Ý đầu tiên được xếp hạng số 1 ở nội dung đánh đôi vào ngày 28 tháng 2 năm 2011. Cô là nhà vô địch Grand Slam đơn nữ khi giành chức vô địch Giải quần vợt Mỹ mở rộng 2015. Cô tuyên bố giã từ quần vợt sau khi giành Grand Slam đơn duy nhất trong sự nghiệp.
Pennetta đã giành được 11 danh hiệu đánh đơn của WTA trong sự nghiệp quần vợt, bao gồm giải 2014 Indian Wells Premier Mandatory, trong đó cô đã đánh bại 2 hạt giống hàng đầu, cả hai người đều được xếp hạng trong top 3. Cô cũng từng là một trụ cột trong đội thi đấu Fed Cup, giúp đội Ý giành chiến thắng tất cả bốn danh hiệu của đội (2006, 2009-10, 2013).
Pennetta đã từng đánh bại các nhà vô địch đơn nữ Grand Slam như Justine Henin, Mary Pierce, Martina Hingis, Amélie Mauresmo, Venus Williams, Svetlana Kuznetsova, Victoria Azarenka, Samantha Stosur, Li Na, Petra Kvitova và Maria Sharapova. Pennetta cũng là một trong 7 vận động viên nữ đã đánh bại Venus Williams trong 3 lần đối mặt liên tiếp. Trong đánh đôi, Pennetta đã giành danh hiệu Grand Slam đầu tiên của cô tại Australian Open 2011 với đối tác Gisela Dulko, và cũng vào tới trận chung kết đánh đôi nữ các năm 2005 và 2014 US Open, với sự hợp tác tương ứng với Elena Dementieva và Martina Hingis. Pennetta giành danh hiệu đánh đơn đầu tiên của mình tại 2015 US Open, nơi cô đã đánh bại người đồng hương Roberta Vinci trong trận chung kết toàn Italia lần đầu tiên trong kỷ nguyên Open. Sau trận đấu đó Pennetta đã thông báo gác vợt vào cuối mùa giải.

## Thống kê sự nghiệp

### Chung kết Grand Slam

#### Đơn nữ: 1 (1 danh hiệu)
| Outcome | Year | Championship | Surface | Opponent      | Score in final |
| ------- | ---- | ------------ | ------- | ------------- | -------------- |
| Winner  | 2015 | US Open      | Hard    | Roberta Vinci | 7–6(7–4), 6–2  |

#### Đôi nữ: 3 (1 vô địch, 2 á quân)
| Outcome   | Năm  | Championship    | Surface | Partner          | Opponents                         | Score         |
| --------- | ---- | --------------- | ------- | ---------------- | --------------------------------- | ------------- |
| Runner-up | 2005 | US Open         | Hard    | Elena Dementieva | Lisa Raymond Samantha Stosur      | 2–6, 7–5, 3–6 |
| Winner    | 2011 | Australian Open | Hard    | Gisela Dulko     | Victoria Azarenka Maria Kirilenko | 2–6, 7–5, 6–1 |
| Runner-up | 2014 | US Open         | Hard    | Martina Hingis   | Ekaterina Makarova Elena Vesnina  | 6–2, 3–6, 2–6 |